# Acacitli
Acacitli (termine Nahuatl per "lepre di canneto"; pronunciato aːkaˈsiʔtɬi) (fl. XIV secolo) è stato un capo del popolo dei Mexica nonché uno dei "padri fondatori" di Tenochtitlán, capitale dell'impero azteco.
Secondo il Crónica Mexicayotl, sua figlia Tezcatlan Miyahuatzin sposò Acamapichtili, il primo tlatoani di Tenochtitlan, e diede alla luce Huitzilíhuitl.